# Kevin Ruiz
Kevin Alejandro Ruiz Rosales (Lima, Provincia de Lima, Perú, 14 de febrero de 1995) es un futbolista peruano. Juega como delantero y actualmente se encuentra sin equipo 

## Trayectoria
Ruiz fue formado en el club Esther Grande de Bentín. Fue goleador de su categoría en 2013 con 25 goles en el torneo de Federación de Menores. Al año siguiente pasó a jugar por el equipo de reservas del Melgar de Arequipa, equipo con el cual ganó el Torneo de Promoción y Reserva de 2014. Hizo su debut oficial en primera división el 7 de junio de 2014 ante Cienciano.

### Universitario de Deportes
Luego de ser el goleador con Melgar en el torneo de reserva, en el año 2015 fichó por Universitario de Deportes. Su debut con Universitario se dio en un amistoso en el Estadio Centenario de Uruguay frente a River Plate en la victoria crema por 1-0. Ingresó a los 75' por el uruguayo Carlos Grossmüller. Su debut profesional lo hizo en el Torneo del Inca frente a la Universidad César Vallejo.
Al siguiente año fue llevado a la Segunda División por Juan Pajuelo para jugar por el Atlético Torino. Aquel año descendió de categoría.

## Selección nacional
Ha sido internacional con la selección de fútbol sub-22 del Perú, con la cual disputó los Juegos Panamericanos de 2015 realizados en Toronto.

## Estadísticas

### Clubes
Actualizado al último partido disputado el 25 de julio de 2024.
| Club                                                                                   | Div.          | Temporada     | Liga  | Liga  | Liga   | Copas nacionales(1) | Copas nacionales(1) | Copas nacionales(1) | Copas internacionales | Copas internacionales | Copas internacionales | Total(2) | Total(2) | Total(2) |
| Club                                                                                   | Div.          | Temporada     | Part. | Goles | Asist. | Part.               | Goles               | Asist.              | Part.                 | Goles                 | Asist.                | Part.    | Goles    | Asist.   |
| -------------------------------------------------------------------------------------- | ------------- | ------------- | ----- | ----- | ------ | ------------------- | ------------------- | ------------------- | --------------------- | --------------------- | --------------------- | -------- | -------- | -------- |
| F. B. C. Melgar · Perú                                                                 | 1.ª           | 2014          | 10    | 0     | 2      | 0                   | 0                   | 0                   | -                     | -                     | -                     | 10       | 0        | 2        |
| Universitario de Deportes · Perú                                                       | 1.ª           | 2015          | 1     | 0     | 0      | 0                   | 0                   | 0                   | -                     | -                     | -                     | 1        | 0        | 0        |
| Universitario de Deportes · Perú                                                       | Total club    | Total club    | 1     | 0     | 0      | 0                   | 0                   | 0                   | 0                     | 0                     | 0                     | 1        | 0        | 0        |
| Atlético Torino · Perú                                                                 | 2.ª           | 2016          | 22    | 3     | 0      | -                   | -                   | -                   | -                     | -                     | -                     | 22       | 3        | 0        |
| Atlético Torino · Perú                                                                 | Total club    | Total club    | 22    | 3     | 0      | 0                   | 0                   | 0                   | 0                     | 0                     | 0                     | 22       | 3        | 0        |
| F. B. C. Melgar · Perú                                                                 | 1.ª           | 2017          | 8     | 1     | 2      | -                   | -                   | -                   | -                     | -                     | -                     | 8        | 1        | 2        |
| F. B. C. Melgar · Perú                                                                 | 1.ª           | 2018          | 12    | 0     | 1      | -                   | -                   | -                   | 2                     | 0                     | 0                     | 14       | 0        | 1        |
| F. B. C. Melgar · Perú                                                                 | Total club    | Total club    | 30    | 1     | 5      | 0                   | 0                   | 0                   | 2                     | 0                     | 0                     | 32       | 1        | 5        |
| UTC de Cajamarca · Perú                                                                | 1.ª           | 2019          | 24    | 6     | 0      | 3                   | 0                   | 1                   | -                     | -                     | -                     | 27       | 6        | 1        |
| UTC de Cajamarca · Perú                                                                | 1.ª           | 2020          | 13    | 2     | 3      | -                   | -                   | -                   | -                     | -                     | -                     | 13       | 2        | 3        |
| Universidad de San Martín · Perú                                                       | 1.ª           | 2021          | 19    | 0     | 1      | 1                   | 0                   | 0                   | -                     | -                     | -                     | 20       | 0        | 1        |
| Universidad de San Martín · Perú                                                       | Total club    | Total club    | 19    | 0     | 1      | 1                   | 0                   | 0                   | 0                     | 0                     | 0                     | 20       | 0        | 1        |
| Alianza Atlético · Perú                                                                | 1.ª           | 2022          | 26    | 2     | 1      | -                   | -                   | -                   | -                     | -                     | -                     | 26       | 2        | 1        |
| Alianza Atlético · Perú                                                                | Total club    | Total club    | 26    | 2     | 1      | 0                   | 0                   | 0                   | 0                     | 0                     | 0                     | 26       | 2        | 1        |
| Carlos A. Mannucci · Perú                                                              | 1.ª           | 2023          | 15    | 2     | 0      | -                   | -                   | -                   | -                     | -                     | -                     | 15       | 2        | 0        |
| Carlos A. Mannucci · Perú                                                              | Total club    | Total club    | 15    | 2     | 0      | 0                   | 0                   | 0                   | 0                     | 0                     | 0                     | 15       | 2        | 0        |
| UTC de Cajamarca · Perú                                                                | 1.ª           | 2024          | 17    | 1     | 0      | -                   | -                   | -                   | -                     | -                     | -                     | 17       | 1        | 0        |
| UTC de Cajamarca · Perú                                                                | Total club    | Total club    | 54    | 9     | 3      | 3                   | 0                   | 1                   | 0                     | 0                     | 0                     | 57       | 9        | 4        |
| Total carrera                                                                          | Total carrera | Total carrera | 167   | 17    | 10     | 4                   | 0                   | 1                   | 2                     | 0                     | 0                     | 173      | 17       | 11       |
| (1) Incluye datos de la Copa Bicentenario. (2) No incluye goles en partidos amistosos. |               |               |       |       |        |                     |                     |                     |                       |                       |                       |          |          |          |

## Palmarés

### Campeonatos nacionales
| Título             | Club                      | País | Año     |
| ------------------ | ------------------------- | ---- | ------- |
| Torneo de Reservas | F. B. C. Melgar           | Perú | 2014-II |
| Torneo de Reservas | Universitario de Deportes | Perú | 2015-I  |
| Torneo Clausura    | F. B. C. Melgar           | Perú | 2018    |